# Wasei Kingu Kongu
Wasei Kingu Kongu (和製キング・コング?  lit. King Kong japonés) es una película muda japonesa en blanco y negro de 1933 dirigida por Torajiro Saito. Se trata de una comedia, que utiliza al King Kong original como base. La película fue producida Shochiku, que estrenó la película original de 1933 en Japón en nombre de RKO.  Actualmente, no se conocen copias de la misma, por lo que se considera un film perdido.

## Elenco
| Actor            | Personaje           |
| ---------------- | ------------------- |
| Yasuko Koizumi   | Omitsu              |
| Takeshi Sakamoto | Yokoshima           |
| Kotaro Sekiguchi | Seizo               |
| Nagamasa Yamada  | Koichi              |
| Isamu Yamaguchi  | Papá Noel/King Kong |

## Producción
Shochiku Studios produjo esta película de Torajiro Saito. Shochiku estrenó King Kong en Japón en nombre de RKO y quería financiar esta película como complemento al estreno de la película, que se utiliza como telón de fondo en la historia. Torajiro Saito era un productor de cine y comediante muy popular en ese momento, conocido por sus exitosos cortometrajes de comedia. Según la información presentada por revistas y periódicos que cubren el estreno de la película, se cree que no hay efectos especiales reales en la película, ya que se centra en un hombre que intenta ganar dinero para cortejar a su novia interpretando al personaje de King Kong en el escenario.